# For the New Intellectual
For the New Intellectual: The Philosophy of Ayn Rand est un ouvrage d'Ayn Rand publié en 1961. Ce fut son premier véritable essai. L'ouvrage est constitué de larges extraits de ses romans (Nous, les vivants, Hymne, La Source vive et La Grève), à quoi s'ajoute un long essai centré sur l'histoire de la philosophie.

## Référence
- (en) Cet article est partiellement ou en totalité issu de l’article de Wikipédia en anglais intitulé « For the New Intellectual » (voir la liste des auteurs).